# Let Yourself Go (singel Green Day)
Let Yourself Go – trzeci singel zespołu Green Day z albumu ¡Uno!. Swoją premierę miał 5 września 2012, został wydany przez wytwórnię płytową, Reprise Records.

## Pozycje na listach
| Państwo           | Notowania (2012)       | Najwyższa pozycja |
| ----------------- | ---------------------- | ----------------- |
| Kanada            | Active Rock Chart      | 12                |
| Kanada            | Alternative Rock Chart | 18                |
| Holandia          | Single Top 100         | 99                |
| Wielka Brytania   | Top 200 Singles        | 193               |
| Wielka Brytania   | UK Rock Chart          | 2                 |
| Stany Zjednoczone | Hot Modern Rock Tracks | 17                |
| Stany Zjednoczone | US Rock Songs          | 29                |